# 櫻井とりお
櫻井 とりお（さくらい とりお）は、日本の小説家。京都市生まれ。

## 経歴・人物
京都市生まれ。放送大学を卒業。東京都内の区役所に在職中、10年ほど公立図書館で勤務。2018年に投稿作「へびおとこ」が第1回氷室冴子青春文学賞大賞を受賞。受賞作を加筆・改稿した『虹いろ図書館のへびおとこ』が2019年に書籍化される。2020年度まで関東圏の公立図書館で非正規の職員として勤務していた。

## 小説作品

### 単行本
- 虹いろ図書館シリーズ
  - 『虹いろ図書館のへびおとこ』河出書房新社、2019年11月 ISBN 978-4309028385 / 河出文庫、2024年7月 ISBN 978-4309421193
  - 『虹いろ図書館のひなとゆん』河出書房新社、2020年10月 ISBN 978-4309029221 / 河出文庫、2025年7月 ISBN 978-4309421995
  - 『虹いろ図書館のかいじゅうたち』河出書房新社、2021年11月 ISBN 978-4-309-03009-8
  - 『虹いろ図書館 司書先輩と見習いのぼく』河出書房新社、2022年12月 ISBN 978-4-309-03082-1
  - 『虹いろ図書館 半分司書のぼくと友だち』河出書房新社、2023年11月 ISBN 978-4309031569
  - 『虹いろ図書館 司書のぼくと運命の一年』河出書房新社、2024年11月 ISBN 978-4309039305
- 図書館の奥はシリーズ
  - 『図書室の奥は秘密の相談室』PHP研究所、2021年2月 ISBN 978-4569789736
  - 『図書室の奥はあやしい相談室』PHP研究所、2022年2月 ISBN 978-4-569-88038-9
  - 『図書室の奥は恋する？ 相談室』PHP研究所、2022年9月 ISBN 978-4-569-88075-4
- ひぐっちゃんシリーズ
  - 『あたしとひぐっちゃんの探偵日記 消えたテディベア』小学館、2022年7月 ISBN 978-4092893221
  - 『あたしとひぐっちゃんの探偵日記 みずき、さらわれる？』小学館、2023年7月 ISBN 978-4092893306
  - 『あたしとひぐっちゃんの探偵日記 先生は誘拐犯？』小学館、2024年12月 ISBN 978-4092893368
- 『ことわざハンター 不思議な石と魔法の辞書』PHP研究所、2023年8月 ISBN 978-4569881294

### 共著
- 『ラストで君は「まさか!」と言う 12歳の物語』PHP研究所、2021年1月、ISBN 978-4569789620） - 20話中「逃がした小鳥」「大事な財布」「あけぼのさん」「ぼくの好きな先生」「ほら穴の少女」の5話
- 『スイッチ もしも今日、あの子と入れ替わったら』ココロ直、桜川ハルとの共著、PHP研究所、2022年3月 ISBN 978-4569880433

### 雑誌掲載
- 『飛ぶ教室』第66号（2021年夏）（2021年7月）「文（）の手紙」